# 長灘 (北卡羅萊納州)
長灘（英語：Long Beach）是北卡罗来纳州一個沿海的近鄰社區，於1955年併入奧克島。